# Herz- und Kreislaufzentrum Rotenburg a. d. Fulda

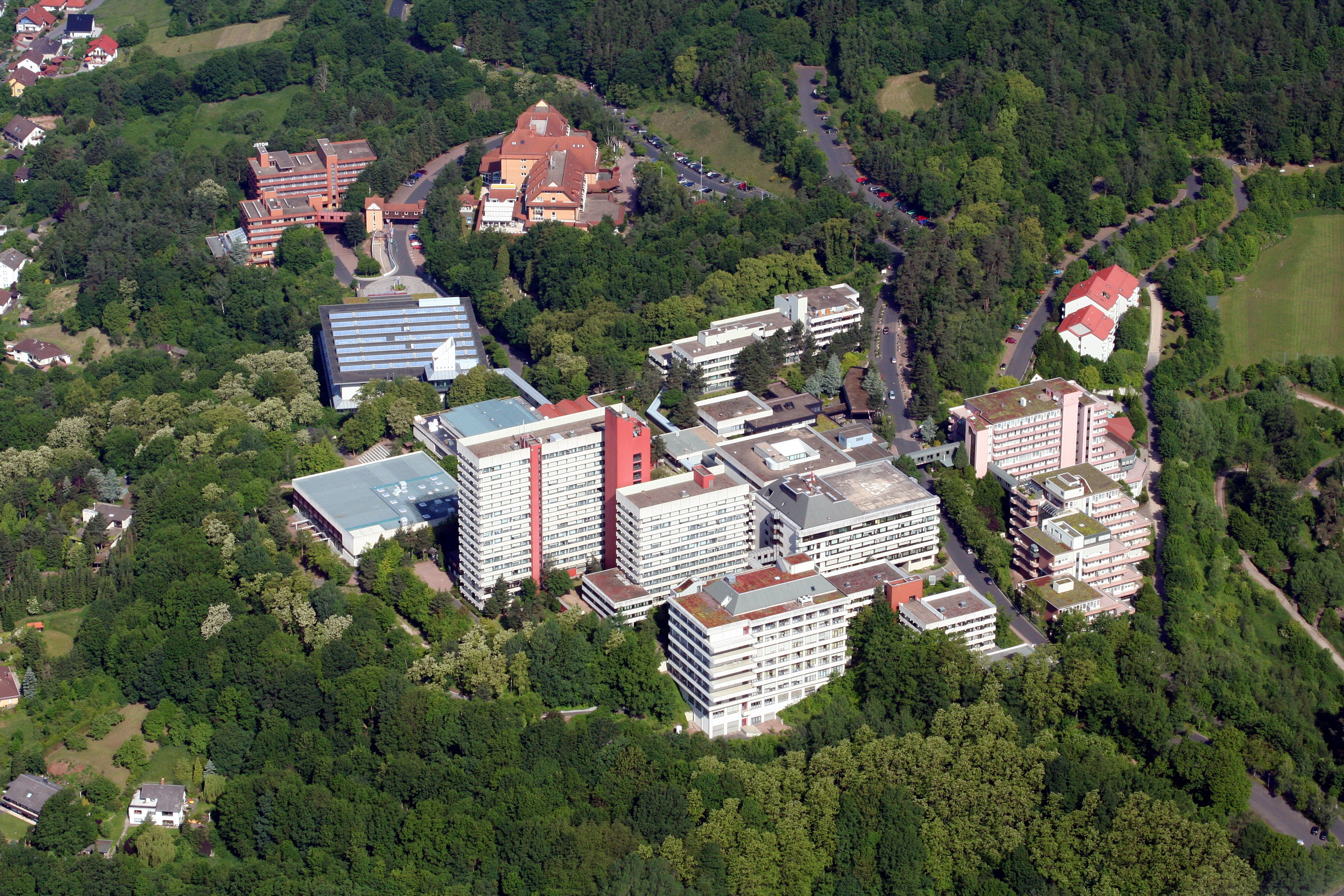
Herz- und Kreislaufzentrum Rotenburg a. d. Fulda

Das Herz- und Kreislaufzentrum Rotenburg a. d. Fulda ist ein integriertes medizinisches Zentrum für Diagnostik, Therapie und Rehabilitation in Rotenburg an der Fulda (Hessen) mit insgesamt 573 Betten.
Es verbindet die Fachbereiche Kardiologie (kardiologisches Fachkrankenhaus), Herz- und Gefäßchirurgie, und Neurologie an einem Ort. Von der Diagnoseerstellung über die Akutbehandlung bis hin zur Rehabilitation greifen die Fachbereiche der Kliniken ineinander. Das Krankenhaus ist eins von sieben Krankenhäusern, die im hessischen Krankenhausplan mit der überörtlichen Schwerpunktaufgabe "Standort Herzchirurgie" betraut worden sind.

## Geschichte
Das Krankenhaus wurde 1974 als integriertes medizinisches Zentrum für Diagnostik, Therapie und Rehabilitation gegründet. Dies beinhaltete zunächst eine Kardiologische Fachklinik (seit 2010 mit Chest-Pain-Unit) und eine Klinik für Kardiologische Rehabilitation und Prävention (Anschlussheilbehandlung) von Herz-Kreislauferkrankungen.
1989 wurde das Zentrum mit einem Aufwand von rund 18 Millionen DM um eine Klinik für Herz- und Gefäßchirurgie erweitert. Vor der Erweiterung gab es politischen Streit. Die hessische CDU-Regierung (1987–1991) löste mit der Genehmigung ein Wahlversprechen ein. Die damals langen Wartezeiten für Herzpatienten sollten verringert werden. Patienten aus ganz Deutschland wurden im HKZ operiert.
Der Klinikträger unter der damaligen Geschäftsleitung von Heinz Meise verhandelte mit den Krankenkassen eine Sondervereinbarung: Mit einer Pauschale in Höhe von 19.000 bis 19.500 Mark pro Herzoperation war Rotenburg deutlich günstiger als andere Kliniken. In der damaligen Zeit war eine Pauschalierung von Gesundheitsleistungen nicht üblich und hatte Modellcharakter für die gesamte Bundesrepublik. Bis Ende 2011 wurden in der Abteilung ca. 100.000 Patienten behandelt.
Am 1. Dezember 2001 wurde ein Insolvenzverfahren für das Krankenhaus eröffnet. Grund waren u. a. Rückforderungen der Krankenkassen aus Budgetüberschreitungen in Höhe von ca. 220 Mio. DM. Im Januar 2003 wurde ein Fortführungs- und Sanierungskonzept unter Moderation des hessischen Sozialministeriums entwickelt. Es beinhaltete eine Betreibergesellschaft der Landkreise Hersfeld-Rotenburg und Kassel, der damaligen Chefärzte Hartmut Oster und Christian Vallbracht und der Pergola KG. Damit wurden die medizinische Versorgung in der Region und die Arbeitsplätze gesichert.
Im Jahre 2003 kamen eine Klinik für Neurologische Rehabilitation sowie eine Praxis für Krankengymnastik, Massage und Bäder hinzu. Seit 2004 ist das Herz- und Kreislaufzentrum auch eine zertifizierte Ernährungsklinik mit Lehrküche, die Therapien für Patienten mit Adipositas anbietet. 2005 wurden eine Klinik für Orthopädische und Traumatologische Rehabilitation und eine Seniorenresidenz der Arbeiterwohlfahrt in der Rodenberg-Klinik eröffnet.
Ein Institut für klinische Forschung koordiniert systematische wissenschaftliche Untersuchungen und unterstützt die Entwicklung neuer Medizinprodukte und Medikamente. Ein angegliedertes Dialysezentrum behandelt Patienten aus der Region und ermöglicht Herz-Kreislaufbehandlungen auch bei nierenkranken Patienten.
Mit der Eröffnung einer Neurologischen Akutklinik wurde das Herz- und Kreislaufzentrum 2010 weiter ausgebaut. Für die akute Schlaganfallversorgung bestand eine Stroke-Unit. Heute werden in allen Phasen der Früh- und Anschlussrehabilitation Patienten bei Epilepsie, Multipler Sklerose, Synkopen, Schwindel, peripheren Nervenerkrankungen (PNP) sowie Bandscheibenschäden und im Rahmen der Folgeversorgung von Hirninfarkten untersucht und behandelt.
2009 wurde ein Hochfeld-Magnetresonanztomograph in Betrieb genommen, 2010 ein Hybrid-Operationssaal eingerichtet. In Kooperation mit der Siemens AG bietet das Herz- und Kreislaufzentrum als erstes Deutsches Referenzzentrum für kardiovaskuläre Bildgebung eine internationale Trainingsplattform für Mediziner an.
Bis Ende 2011 wurden insgesamt über 400.000 Patienten versorgt. Das Herz- und Kreislaufzentrum ist Akademische Lehreinrichtung des Fachbereichs Medizin der Johann Wolfgang Goethe-Universität Frankfurt am Main.
Als einer der größten Arbeitgeber im Kreis Hersfeld-Rotenburg beschäftigt das Klinikzentrum ca. 950 Mitarbeiter (Stand 1. Januar 2012).
Seit 2016 gehört das Herz-Kreislaufzentrum der Unternehmensgruppe Klinikum Hersfeld-Rotenburg GmbH nachdem das Haus vom Klinikum Bad Hersfeld gekauft wurde und somit die Trägerschaft an den Landkreis Hersfeld-Rotenburg überging. Seit dem Kauf wurde der offizielle Name des Unternehmens geändert und heißt jetzt Klinikum Hersfeld-Rotenburg. Das Herz-Kreislaufzentrum wurde mit dem Kauf umbenannt und heißt seit dem Kauf "Herz-Kreislauf-Zentrum".

## Abteilungen
- Kardiologische Fachklinik mit Chest-Pain-Unit 133 Betten
  - Herzschrittmacher- und Defi-Ambulanz
  - Herzinsuffizienz-Ambulanz
- Klinik für Herz- und Gefäßchirurgie 42 Betten
- Klinik für Kardiologische Rehabilitation und Prävention 223 Betten
- Neurologische Klinik mit 21 Betten
- Klinik für Neurologische Rehabilitation 84 Betten
- Rodenberg-Klinik für Privatpatienten
- Institut für Klinische Forschung
- Praxis- und Versorgungszentrum